# ながぬま温泉
ながぬま温泉（ながぬまおんせん）は、北海道夕張郡長沼町にある温泉。
平仮名表記を用いることが多いが長沼温泉と漢字表記されることもある。

## 泉質
- ナトリウム-塩化物強塩泉
  - 源泉温度 52℃
  - 湧出量 毎分1865L

## 温泉街
ながぬまコミュニティ公園内に、宿泊施設と日帰り入浴施設を兼ねた「ながぬま温泉」が存在する。内風呂と露天風呂を備え、源泉掛け流し方式である。
公園内にあり、周辺施設などは充実している。また、マオイオートキャンプ場も隣接している。

## 歴史
- 1987年（昭和62年） - 町営「ながぬま温泉」として開湯[1]。
- 1988年（昭和63年）7月1日 - 環境庁告示第18号により、国民保養温泉地に指定。なお、指定の際の名称も平仮名表記のながぬま温泉である。
- 2010年（平成22年）7月1日 - 指定管理者制度導入に伴い民営移管された[2]。

## アクセス
- 鉄道 : JR千歳線・北広島駅よりJR北海道バス（大34・新34・広34）で約40分。日帰り入浴客向けには入浴券と往復バスきっぷがセットになったチケットがJR北海道バス車内で販売されていたが2010年3月末で発売が中止になった。